# Евфимий (Моисеев)
Епи́скоп Евфи́мий (в миру Дми́трий Алекса́ндрович Моисе́ев; род. 30 августа 1972, Калининград, Московская область) — архиерей Русской православной церкви, епископ Луховицкий (с 2022), викарий Патриаршего экзархата Африки (с 2024). Кандидат богословия. 
Ранее — Председатель Синодального миссионерского отдела (2021—2024), наместник Высоко-Петровского ставропигиального мужского монастыря (2021—2024); ректор Тульской духовной семинарии (2019—2021); ректор (2014—2015) и первый проректор (2015—2019) Казанской духовной семинарии, доцент кафедры богословия и философии.

## Биография

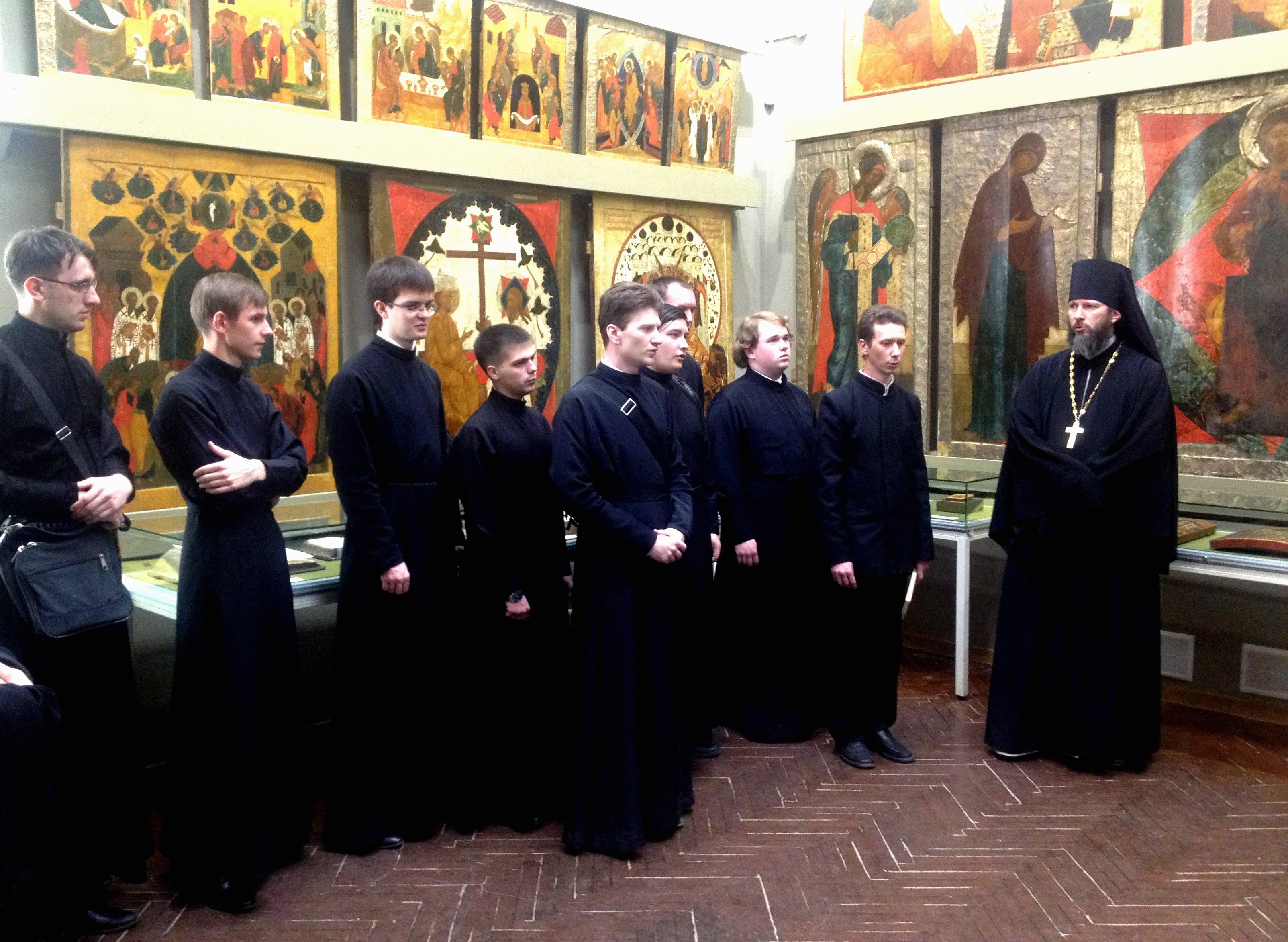
Ректор игумен Евфимий со студентами КазДС на открытии конференции в ГМИИ РТ (22 мая 2015 года)

Родился 30 августа 1972 года в Калининграде (ныне Королёв) Московской области.
В 1994 году окончил филологический факультет Московского государственного университета. В 1997 году окончил Московскую духовную семинарию (МДС), а в 2001 году — Московскую духовную академию (МДА).
4 апреля 2001 года пострижен в монашество и 12 апреля хиротонисан во иеродиакона.
В 2001 году окончил курс углублённого обучения в Бернском университете в Швейцарии. С 2001 года преподавал немецкий язык в МДС и исполнял должность референта ректора МДА, а также заведовал издательским отделом учебного комитета Русской православной церкви и МДА.
2 июня 2002 года ему была присуждена учёная степень кандидата богословия за диссертацию на тему «Миссионерская деятельность святого Бонифация, просветителя германских народов».
4 декабря 2003 года состоялось его рукоположение в сан иеромонаха. 14 октября 2005 года награждён наперсным крестом.
25 апреля 2010 года в Покровском академическом храме архиепископом Верейским Евгением (Решетниковым) был возведён в сан игумена.
26 июля 2010 года решением Священного синода назначен заместителем председателя издательского совета Русской православной церкви.
19 марта 2014 года решением Священного синода назначен ректором Казанской духовной семинарии (КазДС), а 30 мая в связи с увеличением административных обязанностей по возглавляемой им семинарии решением Священного синода освобождён от должности заместителя председателя издательского совета.
В связи с назначением 22 октября 2015 года ректором КазДС митрополита Казанского и Татарстанского Феофана (Ашуркова) переведён на должность первого проректора.
26 ноября 2015 года участвовал во II Форуме православной общественности Республики Татарстан.
К празднику Пасхи 2016 года по представлению митрополита Казанского и Татарстанского Феофана Патриархом Кириллом удостоен права ношения креста с украшениями
4 апреля 2019 года решением Священного синода назначен ректором Тульской духовной семинарии: «Узнав о том, что семинария находится в самом низу рейтинга Учебного комитета, я пребывал в некотором напряжённом ожидании. Однако первый же визит в семинарию показал, что имеющиеся проблемы — это проблемы роста, а в действительности Тульская семинария обладает достаточно хорошим кадровым, педагогическим потенциалом, который может обеспечить ей в будущем устойчивый рост».
В октябре 2020 года основал журнал Тульской духовной семинарии «Духовный арсенал» и стал его главным редактором.

### Архиерейское служение
29 декабря 2021 года решением Священного синода Русской православной церкви освобождён от ректорства в Тульской духовной семинарии, назначен наместником Высоко-Петровского ставропигиального мужского монастыря, председателем Синодального миссионерского отдела и Православного миссионерского общества, и определён быть викарием патриарха Московского и всея Руси с титулом «Луховицкий».
25 февраля 2022 года в Богоявленском кафедральном соборе города Москвы митрополитом Воскресенским Дионисием (Порубаем) был возведён в сан архимандрита.
А 18 марта 2022 года в кафедральном соборном Храме Христа Спасителя города Москвы, состоялось его наречение во епископа Луховицкого, викария патриарха Московского и всея Руси. 20 марта 2022 года в Храме Христа Спасителя в Москве состоялась его архиерейская хиротония, которую совершили: Патриарх Кирилл, митрополит Крутицкий и Коломенский Павел (Пономарёв), митрополит Воскресенский Дионисий (Порубай), митрополит Тульский и Ефремовский Алексий (Кутепов), митрополит Белгородский и Старооскольский Иоанн (Попов), митрополит Таллинский и всея Эстонии Евгений (Решетников), митрополит Каширский Феогност (Гузиков), епископ Наро-Фоминский Парамон (Голубка), епископ Зеленоградский Савва (Тутунов).
5 апреля 2022 года указом патриарха Кирилла в дополнение к несомым послушаниям назначен настоятелем храма святителя Николая Мирликийского в Новой Слободе города Москвы.
18 июля 2022 года за богослужением в Троице-Сергиевой Лавре патриархом Кириллом поставлен в игумена с вручением игуменского посоха.
В августе 2024 года отмечал: «Прошедшие два с половиной года были посвящены, главным образом, реорганизации [Синодального Миссионерского] Отдела. Фактически была проведена его полная перезагрузка, набран новый штат сотрудников. Коллегией Отдела были сформулированы и впоследствии утверждены Священным Синодом основные направления миссионерского служения. <…> Мы пришли к осознанию первостепенной важности решения кадрового вопроса и к необходимости мобилизовать имеющийся, откровенно говоря, немногочисленный миссионерский потенциал в интересах Церкви.»
24 октября 2024 года решением Священного синода РПЦ освобождён от должностей председателя Синодального миссионерского отдела, викария Святейшего Патриарха Московского и всея Руси и наместника Высоко-Петровского ставропигиального мужского монастыря с назначением викарием Патриаршего экзархата Африки с сохранением того же титула.

## Награды
- Орден преподобного Серафима Саровского III степени (30 августа 2022) — во внимание к трудам и в связи с 50-летием со дня рождения[21].
- Национальная премия «Имперская культура» имени Эдуарда Володина (2022)[22].

## Публикации
- Эсхатологические идеи С. А. Нилуса // «Встреча». 1996 — № 2. — С. 5-12
- Н. В. Гоголь как писатель-христианин в оценке русского зарубежья // Духовный мир. 1996. — № 3. — С. 33-88.
- На земле святого Виллиброрда. Заметки о православной Голландии // «Встреча». 1997 — № 1 (4). — С. 60-64
- Встреча студентов МДАиС и МГИМО // «Встреча». 1997 — № 2 (5). — С. 5
- Единственное желание — послужить Церкви // «Встреча». 1998. — № 2 (8) — С. 10-14
- Болезни роста. Проблемы православной молодежной периодики // «Встреча». 1999. — № 1 (10). — С. 4-8
- Пришедше на Запад // «Встреча». 2002. — 1 (15). — С. 4-9
- Святой Бонифаций — апостол Германии // Православие.Ru, 6 мая 2003
- Бонифаций // Православная энциклопедия. — М., 2003. — Т. VI : Бондаренко — Варфоломей Эдесский[англ.]. — С. 9-12. — 39 000 экз. — ISBN 5-89572-010-2. (в соавторстве с А. М. Перловым)
- Единство христиан — залог общенационального единства (Проповедь, произнесенная в Покровском храме Московской Духовной Академии в день празднования Казанской иконы Божией Матери…), 4 ноября 2005 г. // Информационно-аналитическая служба «Русская народная линия», 3 ноября 2011
- Сергей Жаров о себе // Информационно-аналитическая служба «Русская народная линия», 9 августа 2006
- Джорданвилль и Сергиев Посад: путь к единству // «Встреча». 2007. — № 1 (24). — C. 53-56
- Молитва не останется без ответа. На вопросы читателей отвечает иеромонах Евфимий (Моисеев), преподаватель Московской духовной академии // Фома. 2007. — № 12 (56) — С. 46.
- «Библейский словарь» Н. Н. Глубоковского // Журнал Московской Патриархии. М., 2008. — № 1. — С. 82-83.
- О преданности воле Божией и следовании Божественному призванию. Проповедь в праздник Благовещения Пресвятой Богородицы // Журнал Московской Патриархии. М., 2008. — № 3. — C. 88-91.
- Святой Бонифаций, «апостол Германии», и его почитание в Православной Церкви // Альфа и Омега. 2008 — № 1 (51). — С. 171—184
- Мысли о языке богослужения. // Альфа и Омега. 2008. — № 3 (53) — С. 126—132
- От поучения до глумления один шаг… (Мысли о современном положении церковнославянского языка…) // Информационно-аналитическая служба «Русская народная линия», 29 сентября 2008
- Русская Церковь как основа Русского мира, Русский мир как основа Вселенской Церкви (Доклад на Круглом столе «Русский народ, русский мир и русская цивилизация: история и современность»…) // Информационно-аналитическая служба «Русская народная линия», 16 апреля 2009
- Иеромонах Евфимий (Моисеев): Сообщения о пересмотре решений Второго Ватиканского собора не более чем фантазия // Информационно-аналитическая служба «Русская народная линия», 25 сентября 2009
- Русская Церковь как основа Русского мира, Русский мир как основа Вселенской Церкви (Доклад на IX научно-практической конференции «Богословие и светские науки: традиционные и новые взаимосвязи» 5-6 ноября 2009)
- Кто мы, Или несколько слов о миссии Русского мира на современном этапе (Выступление на конференции «Актуальные проблемы строительства и развития Союзного государства»…) // Информационно-аналитическая служба «Русская народная линия», 27 мая 2010
- Не многие делайтесь учителями! (К юбилею Владимира Алексеевича Воропаева…) // Информационно-аналитическая служба «Русская народная линия», 10 ноября 2010
- Учение Римско-Католической Церкви о происхождении души человека // Материалы кафедры богословия: 2010—2011 годы / Московская Православная Духовная Академия. — Сергиев Посад : Моск. Правосл. Духовная Академия, 2011. — 398 с.
- Должен ли Пушкин получать гриф Издательского Совета? // Издательский Совет Русской Православной Церкви, 23 декабря 2011
- Актуальное состояние проекта подготовки Полного собрания творений свт. Феофана, Затворника Вышенского // Феофановские чтения : сб. науч. статей. Вып. V / Ред. В. В. Каширина. — Рязань : Рязанский государственный ун-т им. С. А. Есенина, 2012. — 280 с. — 500 экз. — С. 13-16
- «Сегодня в поиске средств для созидательной деятельности на благо страны и Церкви нет необходимости обращаться на Запад» // Информационно-аналитическая служба «Русская народная линия», 6 июля 2012
- Актуальное состояние проекта подготовки Полного собрания творений свт. Феофана, Затворника Вышенского // Феофановские чтения : сб. науч. статей. Вып. VII / Ред. В. В. Каширина. — Рязань : Рязанский государственный ун-т им. С. А. Есенина, 2014. — 220 с. — С. 11-19
- Архиепископ Лонгин (Талыпин) // Журнал Московской Патриархии. 2014. — № 10. — С. 90-93.
- Чему и как учат в Казанской духовной семинарии? // Деловая электронная газета Бизнес Online, 7 октября 2014
- Игумен Евфимий: «Русский мир — это альтернатива западному образу жизни» // Деловая электронная газета Бизнес Online, 4 апреля 2015
- «Надеемся, что святыня будет передана законному владельцу — Казанской епархии» // Деловая электронная газета Бизнес Online, 14 сентября 2015 (в соавторстве с Д. И. Хафизовым)
- Игумен Евфимий: «Среди казанских жителей память о старце была жива…» // Деловая электронная газета Бизнес Online, 11 октября 2015
- «Семинаристы, естественно, читают, что пишут о церковной жизни разные блогеры» // business-gazeta.ru, 1 сентября 2017
- Игумен Евфимий: «Богослужение в пустом храме сродни молитве в катакомбах» // business-gazeta.ru, 19 апреля 2020
- Миссия англосаксонских монахов на европейском континенте в конце VII — начале VIII в. как церковно-исторический феномен // Ежегодная Богословская конференция Православного Свято-Тихоновского Гуманитарного Университета: XXX / гл. ред. В. Н. Воробьев, прот. — М. : ПСТГУ, 2020. — 293 с. — С. 180—181
- Забытый святитель-миссионер: жизнь и труды епископа Камчатского, Курильского и Благовещенского Макария (Дарского) (1842—1897) // Вестник Исторического общества Санкт-Петербургской Духовной Академии. 2021. — № 2 (7). — С. 13-21.

- Иеромонах Евфимий (Моисеев): Государство решило наконец ввести религиозное обучение в школах не от хорошей жизни // Русский мир, 30 июля 2009
- Издание творений святителя Феофана Затворника — это начало большой работы по изданию наследия отцов Русской Церкви // Patriarchia.ru (Официальный сайт Московского Патриархата), 10 мая 2011
- «Архивы Русского на Афоне Пантелеимонова монастыря таят в себе бесценные богатства». Интервью с заместителем председателя Издательского совета РПЦ игуменом Евфимием (Моисеевым) // Научный богословский портал Богослов.Ru, 1 февраля 2012
- Игумен Евфимий: «В Казанской духовной академии можно создать самый крупный центр исламоведения в стране» // Деловая электронная газета Бизнес Online, 4 июня 2014
- Игумен Евфимий (Моисеев): Очень хочется надеяться, что в будущем Казанская семинария будет создавать для СМИ исключительно позитивные информационные поводы // Patriarchia.ru (Официальный сайт Московского Патриархата), 19 июня 2014
- Игумен Евфимий: «РПЦ рассматривает Казань как особую стратегическую позицию в России» // Деловая электронная газета Бизнес Online, 3 ноября 2014
- Игумен Евфимий: «Приход Антихриста — радостная весть для христианина» // Деловая электронная газета Бизнес Online, 4 ноября 2014
- Игумен Евфимий: «Нестабильность и конфликты возникают в тех странах, где плохо знают вероучение конфессий» // Деловая электронная газета Бизнес Online, 15 ноября 2014
- Игумен Евфимий: «Если братья-мусульмане поддержат, можно попытаться вернуть храм в КФУ обратно церкви» // Деловая электронная газета Бизнес Online, 29 ноября 2014
- Игумен Евфимий: «Я — не „Шарли“, я — не „Левиафан“» // Деловая электронная газета Бизнес Online, 7 февраля 2015
- Игумен Евфимий: «В России не должны пускать процесс самоопределения человека на самотек» // Деловая электронная газета Бизнес Online, 28 марта 2015
- Игумен Евфимий: «Дотронулся до одного конца истории, как дрогнул другой» // Деловая электронная газета Бизнес Online, 11 апреля 2015
- Игумен Евфимий: «История о преодолении страха в самом себе» // Деловая электронная газета Бизнес Online, 3 мая 2015
- Игумен Евфимий: «В основе этого киноповествования — тема духовной брани или внутренней борьбы» // Деловая электронная газета Бизнес Online, 13 июня 2015
- Игумен Евфимий: «Максим Горький был увлечен идеями так называемого богостроительства» // Деловая электронная газета Бизнес Online, 5 июля 2015
- Игумен Евфимий: «Петров день — грустный праздник для Казани и России» // Деловая электронная газета Бизнес Online, 12 июля 2015
- Актуальные задачи развития православного образования в Татарстане (Выступление первого проректора Казанской православной духовной семинарии игумена Евфимия (Моисеева) на II Форуме православной общественности Республики Татарстан) // Информационно-просветительский сайт Татарстанской митрополии «Православие в Татарстане», 27 ноября 2015
- Игумен Евфимий: «На фоне религиозного экстремизма детям нужно давать адекватные знания о традиционных конфессиях» // Информационно-просветительский сайт Татарстанской митрополии «Православие в Татарстане», 27 января 2016 г.
- Игумен Евфимий (Моисеев): Высокий материальный достаток — идеал жизненного успеха — сегодня не чужд и многим семинаристам. // s-t-o-l.com, 29.09.2017
- Игумен Евфимий (Моисеев): Одна из главных задач духовной школы — помочь человеку разобраться с самим собой // tatmitropolia.ru, 1 сентября 2018
- Первый проректор Казанской семинарии: Диалог между Церковью и светским обществом возможен // patriarchia.ru, 3 сентября 2018

монографии
- Апостол Германии. Бонифаций, архиепископ Майнцский : просветитель, миссионер, мученик: Житие, переписка. Конец VII — начало VIII века / пер. с нем. игумен Евфимий; пер. с лат. С. А. Степанцов. — Москва : Издательство Московской Патриархии Русской Православной Церкви, 2020. — 296 с. — ISBN 978-5-88017-876-6
- Слово архимандрита Евфимия (Моисеева) при наречении во епископа Луховицкого.